# Osiedle typu miejskiego
Osiedle typu miejskiego, miejscowość typu miejskiego – typ jednostki osadniczej, której cechy lokują ją między wsią a miastem. 

## ZSRR
W ZSRR termin ten stosowany był na określenie miejscowości, które nie posiadały formalnych praw miejskich, a posiadały pewne cechy szczególne. Ze statusem tym wiązały się pewne przywileje i obowiązki. Osiedle typu miejskiego w RFSRR było pojęciem zbiorczym, obejmującym:
- osiedla fabryczne, zlokalizowane przy dużych zakładach przemysłowych lub usługowych, gdzie co najmniej 85% ludności pracowało poza sferą rolnictwa. Osiedla takie winny były mieć powyżej 3 tysięcy mieszkańców, górna granica nie była określona. Niektóre osiedla miały nawet po kilkanaście tysięcy mieszkańców,
- osiedla kurortowe, powstałe przy ośrodkach wypoczynkowych; spełniony musiał być jeszcze warunek 2 tysięcznej populacji,
- osiedla-dacze, obejmujące prywatne posiadłości[potrzebny przypis], gdzie nie więcej jak jedna czwarta ludności stałej zajmowała się rolnictwem.

## Ukraina
Селище міського типу (czyt. sełyszcze miśkoho typu, tłum. miejscowość typu miejskiego). W Ukraińskiej Socjalistycznej Republice Radzieckiej obowiązywały inne przepisy. Tu za miejscowość miejskiego typu uważano jednostkę osadniczą niebędącą miastem, skupiającą nie mniej niż 2 tysiące mieszkańców, z których jednocześnie nie mniej niż 60% pracowało poza rolnictwem. W sytuacji, gdy odsetek ten był wyższy, status taki mógł być przyznany również osiedlu, jeśli liczyło tylko 500 mieszkańców. Liczba osiedli typu miejskiego: 1940 – 459, 1950 – 478, 1960 – 823, 1970 – 861, 1973 – 896.
1 stycznia 1991 na Ukrainie znajdowało się 921 miejscowości tego typu. W lipcu 2023 zostało 881.
28 lipca 2023 Rada Najwyższa Ukrainy zlikwidowała status osiedla typu miejskiego. W zależności od liczby ludności i przeważającego typu zabudowy byłe OTM dostały status miasta (ponad 10 tys. ludności i przeważnie miejska zabudowa), sełyszcz (ponad 5 tys. ludności i przeważnie wiejska zabudowa) lub wsi (mniej od 5 tys. ludności i przeważnie wiejska zabudowa).

## Białoruś
Гарадскі пасёлак (Гарадзкі пасёлак)

## Rosja
Посёлок городского типа. W Rosji jest obecnie (2005) 1461 osiedli typu miejskiego. Kryteria kwalifikacji do tej kategorii określają poszczególne podmioty federacji. 11 z takich osiedli ma poniżej 100 mieszkańców, a za to najludniejsze, Goriaczewodskij liczy 35 000 mieszkańców.

## Polska Rzeczpospolita Ludowa
W PRL podczas reformy administracyjnej z 1954 wprowadzono wzorem radzieckim nową jednostkę podziału terytorialnego oficjalnie nazwaną „osiedle” (z rozróżnieniem na „osiedla robotnicze”, „osiedla uzdrowiskowe” i „osiedla rybackie”). Jej status był pośredni między wsią a miastem. Do tej kategorii zaliczano miejscowości przyfabryczne (np. Rejowiec Fabryczny), większe ośrodki wypoczynkowe (np. Dziwnów), i inne miejscowości, które posiadały pewne cechy miejskie, a nie zdecydowano się na nadanie im praw miejskich. Kategorię taką wprowadziła Ustawa z dnia 25 września 1954 r. o osiedlach i radach narodowych osiedli (Dz.U. z 1954 r. nr 43, poz. 192).
Osiedla te funkcjonowały do końca 1972 roku, kiedy to zostały zniesione na mocy Ustawy z dnia 29 listopada 1972 r. o utworzeniu gmin i zmianie ustawy o radach narodowych (Dz.U. z 1972 r. nr 49, poz. 312); ustawa ta likwidowała również gromady. Po wprowadzeniu jej w życie części dotychczasowych osiedli nadano prawa miejskie, część przyłączono do sąsiednich miast, a część zaliczono do wsi.

## Litwa
Miesto tipo gyvenvietės – jednostka osadnicza zlikwidowana w 1989 roku. W ich miejsce powstały m.in. miasta i miasteczka. Osiedli typu miejskiego było na Litwie 22, z czego 13 obecnie jest miastami, 3 straciły status miasta w latach 2001–2003, 6 uzyskało status miasteczka w latach 90. XX wieku.